# Гігрофор ранній
Гігрофор ранній (Hygrophorus marzuolus (Fr.) Bres.) — їстівний гриб з родини гігрофорових — Hygrophoraceae.
Шапка 4-10 см у діаметрі, щільнотовстом'ясиста, опукло- або подушкоподібнорозпростерта, іноді асиметрична, біла, пізніше сіра, до бурувато- або чорнувата-сірої, суха, гола, з опущеним нерівним, часто хвилястим краєм. Пластинки рідкі, вузькі, трохи спускаються на ніжку, білі, пізніше сірі. Спорова маса біла. Спори 7-9 Х 4-5(б) мкм, гладенькі. Ніжка 3-6(8) Х 0,5-2,5(4) см, щільна, згодом часто з каналом, біла, з часом сірувата, угорі борошниста, нижче волокниста. М'якуш щільний, білий при розрізуванні, з віком сіріє, з приємним запахом.
В Україні зустрічається в горах Криму. Росте у хвойних та листяних, переважно гірських лісах; рано навесні. Їстівний гриб високої якості. Використовують свіжим.